# District de Lạc Dương
Lạc Dương est un district rural de la province de Lâm Đồng dans la région des hauts plateaux des montagnes centrales du Vietnam.

## Présentation
Le district a une superficie de 1 231 km². 
Le chef-lieu du district est Lạc Dương.